# محسن کثیرالسفر
محسن کثیرالسفر (زادهٔ ۱۳۳۴ در خراسان) نوازندهٔ تمبک و دف اهل ایران است.

## زندگی‌نامه و فعالیت‌هنری
محسن کثیرالسفر نوازندگی تمبک را از بیست و پنج سالگی آغاز و از سال ۱۳۶۲ جهت تکمیل تکنیک‌های نوازندگی، زیر نظر اساتیدی همچون حسین علیزاده، کیهان کلهر، محمدرضا لطفی و ناصر فرهنگ‌فر به تمرین پرداخت. در سال ۱۳۵۷ به رم رفت و در آنجا به همکاری با موسیقی‌دانانی چون انیو موریکونه، جیانکارلو اسکیافینی، جئورجیو باتیستلی، مائورو پاگانی، دانیل سِپِ، ریتال مارکتولی، آنتونیو سالیس و آلساندرو سالتا پرداخت. حیطهٔ فعالیت او از موسیقی کلاسیک ایرانی تا موسیقی پاپ و از موسیقی قرون وسطا و رنسانس تا موسیقی معاصر و تجربی امروزی را در بر می‌گیرد.

## آثار
- آلبوم لحظه دیدار به‌همراه پرویز مشکاتیان، جمشید محبی، بهداد بابایی
- آلبوم کنسرت رم-فستیوال مولانا به‌همراه پرویز مشکاتیان، ناصر فرهنگ‌فر
- آلبوم دیتیرامبی به‌همراه  وزلین میتف